# Peter Krafft
Peter Krafft (* 1. März 1938 in Heilbronn) ist ein deutscher Altphilologe.

## Leben
Peter Krafft studierte an der Universität Bonn, wo er 1964 promoviert und 1973 habilitiert wurde. 1978 wurde er zum außerplanmäßigen Professor ernannt. Im selben Jahr folgte er einem Ruf an die Katholische Universität Eichstätt, wo er der erste Lehrstuhlinhaber für Klassische Philologie war. 2006 wurde er emeritiert.
Seit seinem Studium beschäftigte sich Krafft mit der spätantiken Rhetorik und Biografie. Er verfasste eingehende Studien zu Arnobius dem Älteren und Lucius Annaeus Cornutus.

## Schriften (Auswahl)
- Beiträge zur Wirkungsgeschichte des älteren Arnobius (= Klassisch-philologische Studien. Heft 32). Harrassowitz, Wiesbaden 1966, OCLC 604237899 (zugleich Dissertation, Bonn 1964).